# Distritos de Marné
El departamento de Marne en Francia se encuentra dividido en cinco distritos los cuales son:

## Distrito de Châlons-en-Champagne
El distrito de Châlons-en-Champagne es un distrito (en francés arrondissement) de Francia, que se localiza en el département Marne, de la région Champaña-Ardenas (en francés Champagne-Ardenne). Cuenta con 8 cantones y 100 comunas.
La capital de un departamento se llama subprefectura (sous-préfecture). Cuando un departamento contiene la prefectura (capital) del departamento, esa prefectura es la capital del distrito, y se comporta tanto como una prefectura como una subprefectura.
Tiene una población de 100,112 hab., una superficikm²e de 1778 km² y una densidad de población de 56 hab./km².

## Distrito de Épernay
El distrito de Épernay es un distrito (en francés arrondissement) de Francia, que se localiza en el departamento de Marne, de la región de Champaña-Ardenas (en francés Champagne-Ardenne). Cuenta con 10 cantones y 164 comunas.
Tiene una población de 91.471 hab., una superficie de 1.504 km² y una densidad de población de 61 hab./km².

## Distrito de Reims
El distrito de Reims se localiza en el departamento de Marne, de la región de Champaña-Ardenas (en francés Champagne-Ardenne). Cuenta con 17 cantones y 175 comunas
Tiene una población de 310.289 hab., una superficie de 2.156 km² y una densidad de población de 144 hab./km².

## Distrito de Sainte-Menehould
El distrito de Sainte-Menehould es un distrito (en francés arrondissement) de Francia, que se localiza en el département Marne, de la région Champaña-Ardenas (en francés Champagne-Ardenne). Cuenta con 3 cantones y 67 comunas.
Tiene una población de 14.313 hab., una superficie de 1.702 km² y una densidad de población de 8 hab./km².

## Distrito de Vitry-le-François
El distrito de Vitry-le-François es un distrito (en francés arrondissement) de Francia, que se localiza en el departamento de Marne, de la región de Champaña-Ardenas (en francés Champagne-Ardenne). Cuenta con 6 cantones y 113 comunas.
Tiene una población de 49.044 hab., una superficie de 1.021 km² y una densidad de población de 48 hab./km².